# Know-how
Know-how är färdigheter och kunskaper användbara i näringslivet, exempel som resurs inom ett företag. De brukar räknas som en del av en organisations humankapital. För att man till exempel ska kunna göra en produkt så måste man veta hur man ska göra. Den ingår i produktionsfaktorerna.